# 메탈 기어 솔리드 V: 그라운드 제로즈
《메탈 기어 솔리드 V: 그라운드 제로즈》는 코지마 프로덕션이 개발하고 코나미가 배급한 액션 어드벤처 잠입 게임이다. 《메탈 기어》 시리즈의 여덟 번째 본편으로 《메탈 기어 솔리드 V: 팬텀 페인》의 서막에 속하는 단편 작품이다.
배경은 1975년, 《메탈 기어 솔리드: 피스 워커》로부터 몇 달 후 빅 보스가 쿠바에 위치한 미국 블랙 사이트에 구출 임무를 수행한 사건을 다뤘다. 《그라운드 제로즈》는 전작과 비교했을 때 더욱 다양한 침투 및 잠입 경로를 제공하고 주어진 임무들을 원하는 순서대로 수행할 수 있는 것이 특징이다.
《그라운즈 제로즈》는 본래 《팬텀 페인》의 임무로서 개발됐으나, 개발이 지체되면서 코지마가 플레이어로 하여금 《메탈 기어 솔리드 V》을 미리 경험할 수 있도록 따로 분리된 작품으로 발매됐다. 2014년 3월에 플레이스테이션 3, 플레이스테이션 4, 엑스박스 360 및 엑스박스 원로 먼지 출시됐으며 마이크로소프트 윈도우판은 2014년 12월 출시됐다. 2014년 4월 기준 판매량은 100만 장이었다. 2016년 10월에 발매된 종합판 《메탈 기어 솔리드 V: 더 데피니티브 익스피리언스》에 본편 《팬텀 페인》과 같이 수록됐다.

## 반응
《메탈 기어 솔리드 V: 그라운드 제로즈》는 리뷰 애그리게이터 웹사이트 메타크리틱에서 플레이스테이션 3판이 66/100점을 기록해 "복합적 및 평균적인 평가"를 보였다. 그 외 플랫폼에서는 윈도우판이 80/100점, 플레이스테이션 4판이 75/100점, 엑스박스 원이 76/100점을 기록해 "대체적으로 긍정적인 평가"를 보였다.

## 참조

### 주해
1. ↑  영어: Metal Gear Solid V: Ground Zeroes, 일본어: メタルギアソリッドV グラウンド・ゼロズ